# المجموعة المتحدة للتأمين التعاوني
شركة المجموعة المتحدة للتأمين التعاوني أسيج هي شركة مساهمة سعودية، تأسست في الثاني والعشرين من يوليو عام 2007، برأس مال يبلغ مئة مليون ريال سعودي، يتمثل نشاط المجموعة المتحدة للتأمين التعاوني في أنشطة التكافل العام في المملكة العربية السعودية المتوافقة مع أحكام الشريعة الإسلامية. تقدم الشركة مُنتجات التأمين بما في ذلك التأمين على السيارات، والتأمين ضد أخطاء المهن الطبية، وتأمين السفر، وتأمين الحريق، والمُمتلكات، وتأمين السفن، والتأمين الهندسي، بالإضافة إلى التأمين الصحي.

## البيانات
| تاريخ التأسيس | تاريخ الادراج | الرمز الدولي | نهاية السنة المالية | مراجعي الحسابات                                                       | القيمة الاسمية للسهم | القيمة المدفوعة للسهم |
| ------------- | ------------- | ------------ | ------------------- | --------------------------------------------------------------------- | -------------------- | --------------------- |
| 22-07-2007    | 27-08-2007    | SA000A0SR838 | 31/12               | مكتب الدكتور محمد العمري و شركاه, مكتب العظم والسديري وال شيخ وشركاهم | 10                   | 10                    |

## ملف الأسهم
| رأس المال المصرح به (ريال سعودي) | عدد الأسهم المصدرة | رأس المال المدفوع (ريال سعودي) | القيمة الاسمية للسهم | القيمة المدفوعة للسهم |
| -------------------------------- | ------------------ | ------------------------------ | -------------------- | --------------------- |
| 291,000,000                      | 29,100,000         | 291,000,000                    | 10                   | 10                    |

تغيرات في راس المال
| تاريخ اعلان التوصية | نوع الإصدار     | تاريخ الاستحقاق | رأس المال الجديد | رأس المال السابق | الفرق التراكمي | ملاحظات |
| ------------------- | --------------- | --------------- | ---------------- | ---------------- | -------------- | ------- |
| 2021-12-02          | زيادة رأس المال | 2022-01-03      | 291,000,000      | 141,000,000      | + 150,000,000  |         |
| 2020-01-16          | تخفيض رأس المال | 2020-08-26      | 141,000,000      | 200,000,000      | - (59,000,000) |         |
| 2009-10-31          | حقوق الاولوية   | 2012-09-04      | 200,000,000      | 100,000,000      | + 100,000,000  |         |